# Ряд Тейлора

Оскільки степінь полінома Тейлора зростає, він наближається до правильної функції. Це зображення показує і її наближення Тейлора, многочлени степеня 1, 3, 5, 7, 9, 11 і 13.

У математиці Ряд Те́йлора — представлення функції у вигляді нескінченної суми доданків, які обчислюються зі значень похідних функції в одній точці.
Концепцію ряду Тейлора був сформулював шотландський математик Джеймс Грегорі і офіційно презентував англійський математик Брук Тейлор в 1715 році. Якщо ряд Тейлора з центром в нулі, то цей ряд також називається рядом Маклорена, який названий на честь шотландського математика Маклорена, який широко використав цей особливий випадок ряду Тейлора в XVIII столітті.
Функція може бути апроксимована за допомогою скінченного числа членів ряду Тейлора. Теорема Тейлора дає кількісні оцінки похибок, які вносяться за допомогою використання такого наближення. Поліном, утворений з деяких початкових членів ряду Тейлора, називається многочленом Тейлора. Ряд Тейлора функції є границею поліномів Тейлора цієї функції у міру збільшення міри, за умови, що існує границя. Функція може не дорівнювати її ряду Тейлора, навіть якщо ряд збігається в кожній точці. Функція, яка дорівнює її ряду Тейлора у відкритому інтервалі (чи в колі в комплексній площині), називається аналітичною в цьому інтервалі.

## Визначення
Рядом Тейлора дійсної або комплексної функції {\displaystyle f(x)}, яка є нескінченно диференційовною в околі точки {\displaystyle a}, називається степеневий ряд
{\displaystyle f(a)+{\frac {f'(a)}{1!}}(x-a)+{\frac {f''(a)}{2!}}(x-a)^{2}+{\frac {f'''(a)}{3!}}(x-a)^{3}+\cdots =\sum _{n=0}^{\infty }{\frac {f^{(n)}(a)}{n!}}(x-a)^{n},}
де {\displaystyle n!} означає факторіал {\displaystyle n} і {\displaystyle f^{(n)}(a)} означає {\displaystyle n}-ну похідну {\displaystyle f} в точці {\displaystyle a}. Похідна нульового порядку {\displaystyle f} тут визначається як сама функція {\displaystyle f}, тому що {\displaystyle (x-a)^{0}} і {\displaystyle 0!} дорівнюють {\displaystyle 1}.
При {\displaystyle a=0} цей ряд також називають рядом Маклорена.

## Приклад
Ряд Маклорена для будь-якого многочлена є самим многочленом.
Ряд Маклорена {\displaystyle (1-x)^{-1}} — геометрична прогресія:
{\displaystyle 1+x+x^{2}+x^{3}+\cdots \!}
так що ряд Тейлора для {\displaystyle x^{-1}} при {\displaystyle a=1} є
{\displaystyle 1-(x-1)+(x-1)^{2}-(x-1)^{3}+\cdots .\!}
Інтегруючи наведений вище Маклорена, ми отримуємо ряд Маклорена для {\displaystyle \ln(1-x)}, де {\displaystyle \ln } означає натуральний логарифм:
{\displaystyle -x-{\frac {1}{2}}x^{2}-{\frac {1}{3}}x^{3}-{\frac {1}{4}}x^{4}-\cdots \!}
і відповідний ряд Тейлора для {\displaystyle \ln(x)} при {\displaystyle a=1}
{\displaystyle (x-1)-{\frac {1}{2}}(x-1)^{2}+{\frac {1}{3}}(x-1)^{3}-{\frac {1}{4}}(x-1)^{4}+\cdots .\!}
У загальному випадку, відповідний ряд Тейлора для {\displaystyle \ln x} в ненульовій точці {\displaystyle a=x_{0}} дорівнює:
{\displaystyle \ln x_{0}+{\frac {1}{x_{0}}}(x-x_{0})-{\frac {1}{x_{0}^{2}}}{\frac {(x-x_{0})^{2}}{2}}+\cdots .}
Ряд Тейлора для експоненти {\displaystyle e^{x}} при {\displaystyle a=0} дорівнює
{\displaystyle 1+{\frac {x^{1}}{1!}}+{\frac {x^{2}}{2!}}+{\frac {x^{3}}{3!}}+{\frac {x^{4}}{4!}}+{\frac {x^{5}}{5!}}+\cdots =1+x+{\frac {x^{2}}{2}}+{\frac {x^{3}}{6}}+{\frac {x^{4}}{24}}+{\frac {x^{5}}{120}}+\cdots \!=\sum _{n=0}^{\infty }{\frac {x^{n}}{n!}}.}
Розклад вище правильний, оскільки похідна {\displaystyle e^{x}} по {\displaystyle x} також {\displaystyle e^{x}} і {\displaystyle e^{0}} дорівнюють {\displaystyle 1}. Це залишає вирази {\displaystyle (x-0)^{n}} у чисельнику і {\displaystyle n!} у знаменнику для кожного члена у нескінченній сумі.

## Історія
Грецький філософ Зенон розглядав проблему знаходження суми нескінченного ряду для досягнення скінченного результату, але відхилив його як неможливе: результатом був парадокс Зенона. Пізніше Арістотель запропонував філософське розв'язання парадоксу, але математичний зміст не з'ясував. Його отримав Архімед, як це був зробив до Арістотеля атоміст Демокріт. Завдяки методу вичерпування Архімеда, нескінченну кількість поділів можна виконати для досягнення скінченного результату. Китайський математик Лю Хуей незалежно використав схожий метод через декілька століть.
Уперше використав ряди Тейлора і тісно пов'язані з ними методи у 14-му столітті Мадхаве з Сандамаграми. Хоча жоден звіт про його роботу не уцілів, праці пізніших індійських математиків свідчать про те, що він виявив ряд особливих випадків рядів Тейлора, у тому числі для тригонометричних функцій синуса, косинуса, тангенса і арктангенса. Керальска школа астрономії і математики до 16-го століття розвивала його роботи, збільшуючи кількість розкладів у ряди і раціональні наближення.
У 17-му столітті, Джеймс Грегорі також працював в цій галузі і опублікував декілька рядів Маклорена. Проте лише в 1715 році Брук Тейлор запропонував загальний метод побудови цих рядів для усіх функцій, для яких вони існують,, на честь якого тепер названо ці ряди.
Ряд Маклорена було названо на честь Коліна Маклорена, професора з Единбургу, який опублікував спеціальний випадок ряду Тейлора у 18-му столітті.

## Аналітичні функції

Функція не є аналітичної в точці : ряд Тейлора тотожно дорівнює, а сама функція тотожно не дорівнює.

Якщо {\displaystyle f(x)} задається збіжним степеневим рядом у відкритому крузі (або в інтервалі дійсної прямої) з центром в точці {\displaystyle b} на комплексній площині, то вона називається аналітичною в цьому крузі. Таким чином, для {\displaystyle x} в цьому крузі {\displaystyle f} визначається збіжним степеневим рядом
{\displaystyle f(x)=\sum _{n=0}^{\infty }a_{n}(x-b)^{n}.}
Диференціюючи по {\displaystyle x} наведені вище формули {\displaystyle n} разів, та підставляючи {\displaystyle x=b} маємо:
{\displaystyle {\frac {f^{(n)}(b)}{n!}}=a_{n}}
і тому розклад цієї функції в степеневий ряд збігається з її рядом Тейлора.
Таким чином, функція є аналітичною у відкритому крузі з центром в точці {\displaystyle b} тоді і тільки тоді, коли її ряд Тейлора збігається до значення функції в кожній точці заданого круга.
Якщо {\displaystyle f(x)} дорівнює її ряду Тейлора для всіх {\displaystyle x} в комплексній площині, то вона називається цілою. Многочлени, експоненційна функція {\displaystyle e^{x}} і тригонометричні функції синус і косинус, є прикладами цілих функцій. Функції, такі як квадратний корінь, логарифм, тригонометричні функції тангенс та арктангенс не є цілими. Для цих функцій ряд Тейлора не збігається, якщо {\displaystyle x} далеко від {\displaystyle b}. Тобто, ряд Тейлора розбігається в точці {\displaystyle x}, якщо відстань між {\displaystyle x} і {\displaystyle b} більше, ніж його радіус збіжності. Ряд Тейлора можна використовувати для обчислення значення цілої функції в кожній точці, якщо лише в одній точці відомі значення функції і всіх її похідних.
Використання ряду Тейлора для аналітичних функцій включає в себе:
1. Часткові суми (поліноми Тейлора) рядів можуть бути використані як наближення функції. Ці наближення стають більш точними при включені чим більшої кількості членів розкладу.
2. Диференціювання та інтегрування степенних рядів можна виконати почленно і, отже, досить легко.
3. Аналітична функція однозначно продовжується до голоморфної функції у відкритому крузі на комплексній площині. Це робить механізм комплексного аналізу більш доступним.
4. (Усіченні) ряди можна використовувати для чисельного обчислення значень функції (часто переробляючи поліном у форму Чебишова і його обчислення за допомогою алгоритму Кленшава[en]).
5. Алгебраїчні операції легко проводити над функціями, які представлені у вигляді степенних рядів; наприклад, формула Ейлера випливає з розкладу ряду Тейлора для тригонометричних і показових функцій. Цей результат має фундаментальне значення в таких областях, як гармонічний аналіз.
6. Апроксимація з використанням декількох перших членів ряду Тейлора може зробити нерозв'язні проблеми розв'язними для обмеженої області; цей підхід часто використовується у фізиці.

## Розклад в ряд Маклорена для деяких функцій
Тут наведено декілька важливих розкладів в ряду Маклорена. Всі ці розклади справедливі для комплексного аргументу {\displaystyle x}.

### Експоненційна функція

Експоненційна функція (синім кольором), та сума перших членів ряду Тейлора в точці (червоним кольором).

Експонента має такий ряд Маклорена
{\displaystyle e^{x}=\sum _{n=0}^{\infty }{\frac {x^{n}}{n!}}=1+x+{\frac {x^{2}}{2!}}+{\frac {x^{3}}{3!}}+\cdots }
Він збігається для всіх {\displaystyle x.}

### Натуральний логарифм
Для натурального логарифму є наступні важливі ряди Маклорена:
{\displaystyle \log(1-x)=-\sum _{n=1}^{\infty }{\frac {x^{n}}{n}}}
{\displaystyle \log(1+x)=\sum _{n=1}^{\infty }(-1)^{n+1}{\frac {x^{n}}{n}}}
Обидва ці ряди збігаються при {\displaystyle |x|<1,} однак, ряд для {\displaystyle \log(1-x)} збігається також при {\displaystyle x=-1}, а ряд для {\displaystyle \log(1+x)} — при {\displaystyle x=1.}

### Геометричний ряд
Геометричний ряд та його похідні мають такі ряди Маклорена:
{\displaystyle {\frac {1}{1-x}}=\sum _{n=0}^{\infty }x^{n},\quad |x|<1\!}
{\displaystyle {\frac {1}{(1-x)^{2}}}=\sum _{n=1}^{\infty }nx^{n-1},\quad |x|<1\!}
{\displaystyle {\frac {x}{(1-x)^{2}}}=\sum _{n=0}^{\infty }nx^{n},\quad |x|<1\!}
{\displaystyle {\frac {2}{(1-x)^{3}}}=\sum _{n=2}^{\infty }(n-1)nx^{n-2},\quad |x|<1\!}
{\displaystyle {\frac {2x^{2}}{(1-x)^{3}}}=\sum _{n=0}^{\infty }(n-1)nx^{n},\quad |x|<1\!}
Всі ці ряди збігаються при {\displaystyle |x|<1.}

### Біноміальний ряд
Біноміальний ряд — це степеневий ряд, вигляду:
{\displaystyle (1+x)^{\alpha }=\sum _{n=0}^{\infty }{\alpha  \choose n}x^{n}}
з узагальненими біноміальними коефіцієнтами
{\displaystyle {\alpha  \choose n}=\prod _{k=1}^{n}{\frac {\alpha -k+1}{k}}={\frac {\alpha (\alpha -1)\cdots (\alpha -n+1)}{n!}}.}
Цей ряд збігається при {\displaystyle |x|<1} для всіх дійсних або комплексних чисел {\displaystyle \alpha .}
Якщо {\displaystyle \alpha =-1,} то це по суті буде геометричний ряд.
Для {\displaystyle \alpha ={\frac {1}{2}}} і {\displaystyle \alpha =-{\frac {1}{2}}} будуть відповідні ряди Маклорена:
{\displaystyle {\begin{aligned}(1+x)^{\frac {1}{2}}&=1+{\tfrac {1}{2}}x-{\tfrac {1}{8}}x^{2}+{\tfrac {1}{16}}x^{3}-{\tfrac {5}{128}}x^{4}+{\tfrac {7}{256}}x^{5}-\cdots &&=\sum _{n=0}^{\infty }{\frac {(-1)^{n-1}(2n)!}{4^{n}(n!)^{2}(2n-1)}}x^{n},\\(1+x)^{-{\frac {1}{2}}}&=1-{\tfrac {1}{2}}x+{\tfrac {3}{8}}x^{2}-{\tfrac {5}{16}}x^{3}+{\tfrac {35}{128}}x^{4}-{\tfrac {63}{256}}x^{5}+\cdots &&=\sum _{n=0}^{\infty }{\frac {(-1)^{n}(2n)!}{4^{n}(n!)^{2}}}x^{n}.\end{aligned}}}

### Тригонометричні функції

Дійсна частина косинусу в комплексній площині.

Наближення восьмого степеня для косинусу в комплексній площині.

Дві вищезгадані поверхні разом.

Тригонометричні функції та їх обернені мають наступні ряди Маклорена:
{\displaystyle \sin x=\sum _{n=0}^{\infty }{\frac {(-1)^{n}}{(2n+1)!}}x^{2n+1}=x-{\frac {x^{3}}{3!}}+{\frac {x^{5}}{5!}}-\cdots }
{\displaystyle \cos x=\sum _{n=0}^{\infty }{\frac {(-1)^{n}}{(2n)!}}x^{2n}=1-{\frac {x^{2}}{2!}}+{\frac {x^{4}}{4!}}-\cdots }
{\displaystyle \operatorname {tg} x=\sum _{n=1}^{\infty }{\frac {B_{2n}(-4)^{n}(1-4^{n})}{(2n)!}}x^{2n-1}=x+{\frac {x^{3}}{3}}+{\frac {2x^{5}}{15}}+{\frac {17x^{7}}{315}}+{\frac {62x^{9}}{2835}}+\cdots ,\quad |x|<{\frac {\pi }{2}}\!}
{\displaystyle \sec x=\sum _{n=0}^{\infty }{\frac {(-1)^{n}E_{2n}}{(2n)!}}x^{2n},\quad |x|<{\frac {\pi }{2}}\!}
{\displaystyle \arcsin x=\sum _{n=0}^{\infty }{\frac {(2n)!}{4^{n}(n!)^{2}(2n+1)}}x^{2n+1},\quad |x|\leqslant 1\!}
{\displaystyle \arccos x={\pi  \over 2}-\arcsin x={\pi  \over 2}-\sum _{n=0}^{\infty }{\frac {(2n)!}{4^{n}(n!)^{2}(2n+1)}}x^{2n+1},\quad |x|\leqslant 1\!}
{\displaystyle \operatorname {arctg} x=\sum _{n=0}^{\infty }{\frac {(-1)^{n}}{2n+1}}x^{2n+1},\quad |x|\leqslant 1,x\not =\pm i\!}
Числа {\displaystyle B_{k}}, що з'являються в розкладі {\displaystyle \operatorname {tg} x}, є числами Бернуллі, а {\displaystyle E_{k}} у розкладі {\displaystyle \sec x} — числа Ейлера.

### Гіперболічні функції
Гіперболічні функції мають ряди Маклорена, тісно пов'язані з рядами Маклорена для відповідних тригонометричних функцій:
{\displaystyle \operatorname {sh} x=\sum _{n=0}^{\infty }{\frac {x^{2n+1}}{(2n+1)!}}=x+{\frac {x^{3}}{3!}}+{\frac {x^{5}}{5!}}+\cdots }
{\displaystyle \operatorname {ch} x=\sum _{n=0}^{\infty }{\frac {x^{2n}}{(2n)!}}=1+{\frac {x^{2}}{2!}}+{\frac {x^{4}}{4!}}+\cdots }
{\displaystyle \operatorname {th} x=\sum _{n=1}^{\infty }{\frac {B_{2n}4^{n}(4^{n}-1)}{(2n)!}}x^{2n-1}=x-{\frac {1}{3}}x^{3}+{\frac {2}{15}}x^{5}-{\frac {17}{315}}x^{7}+\cdots ,\quad |x|<{\frac {\pi }{2}}\!}
{\displaystyle \operatorname {arsh} (x)=\sum _{n=0}^{\infty }{\frac {(-1)^{n}(2n)!}{4^{n}(n!)^{2}(2n+1)}}x^{2n+1},\quad |x|\leqslant 1\!}
{\displaystyle \operatorname {arth} (x)=\sum _{n=0}^{\infty }{\frac {x^{2n+1}}{2n+1}},\quad |x|\leqslant 1,x\not =\pm 1\!}
Числа {\displaystyle B_{k}}, що з'являються в розкладі {\displaystyle \operatorname {th} x}, є числами Бернуллі.

### W-функція Ламберта
W-функція Ламберта має такий ряд Маклорена:
{\displaystyle W_{0}(x)=\sum _{n=1}^{\infty }{\frac {(-n)^{n-1}}{n!}}x^{n}=x-x^{2}+{\frac {3}{2}}x^{3}-{\frac {8}{3}}x^{4}+{\frac {125}{24}}x^{5}-\cdots }
Цей ряд збігається при {\displaystyle |x|<{\frac {1}{e}}.}

## Формула Тейлора
Формула Тейлора використовується при доведенні багатьох теорем у диференціальному численні. Якщо говорити нестрого, то формула Тейлора відображає поведінку функції в околі деякої точки.

### Формула Тейлора з залишковим членом у формі Пеано
Нехай функція {\displaystyle f:(a,b)\to \mathbb {R} } для точки {\displaystyle x_{0}\in (a,b)} і для деякого натурального числа {\displaystyle n} задовольняє умовам:
1. для всіх {\displaystyle x\in (a,b)} існує {\displaystyle f^{(n-1)}(x)}
2. існує {\displaystyle f^{(n)}(x_{0})}

Тоді справедливе співвідношення
{\displaystyle f(x)=\sum _{k=0}^{n}{\frac {f^{(k)}(x_{0})}{k!}}(x-x_{0})^{k}+{o}\left((x-x_{0})^{n}\right),\,x\to x_{0},}
де {\displaystyle {o}\left((x-x_{0})^{n}\right)} (o-маленьке) називається залишковим членом у формі Пеано.

### Формула Тейлора з залишковим членом у формі Лагранжа
Нехай функція {\displaystyle f:(a,b)\to \mathbb {R} }, {\displaystyle x_{0}\in (a,b)} і для деякого натурального числа {\displaystyle n} для всіх {\displaystyle x\in (a,b)} існує {\displaystyle f^{(n+1)}(x).} Тоді для всіх {\displaystyle x\in (a,b)} існує {\displaystyle \theta \in (0,1)} таке, що
{\displaystyle f(x)=\sum _{k=0}^{n}{\frac {f^{(k)}(x_{0})}{k!}}(x-x_{0})^{k}+r_{n}(x),}
де {\displaystyle r_{n}(x)={\frac {f^{(n+1)}(x_{0}+\theta (x-x_{0}))}{(n+1)!}}(x-x_{0})^{n+1}} називається залишковим членом у формі Лагранжа.
Як видно, умови для формули Тейлора з залишковим членом у формі Пеано слабші ніж з залишковим членом у формі Лагранжа.

### Формула Тейлора з залишковим членом у формі Коші
Нехай функція {\displaystyle f:(a,b)\to \mathbb {R} }, {\displaystyle x_{0}\in (a,b)} і для деякого натурального числа {\displaystyle n} функція {\displaystyle f} є {\displaystyle n+1} раз неперервно диференційовною на інтервалі {\displaystyle (a,b)}. Тоді для всіх {\displaystyle x\in (a,b)} виконується рівність
{\displaystyle f(x)=\sum _{k=0}^{n}{\frac {f^{(k)}(x_{0})}{k!}}(x-x_{0})^{k}+R_{n}(x),}
де {\displaystyle R_{n}(x)={\frac {1}{n!}}\int \limits _{x_{0}}^{x}f^{(n+1)}(t)(x-t)^{n}dt} називається залишковим членом у формі Коші або залишковим членом у інтегральній формі.

## Обчислення рядів Тейлора
Існує декілька методів обчислення рядів Тейлора. Можна спробувати використати означення ряду, однак цей спосіб часто вимагає узагальнення форми коефіцієнтів. Також можна використовувати такі маніпуляції, як заміна, множення або ділення, додавання або віднімання стандартних рядів Тейлора, щоб побудувати ряд Тейлора функції, оскільки ряд Тейлора є степеневим рядом. У деяких випадках можна знайти ряд Тейлора, багаторазово застосовуючи інтегрування по частинах.
Перший приклад:
Тут використовується метод під назвою «непряме розширення», щоб розширити задану функцію. Цей метод використовує відомий розклад Тейлора експоненти. Щоб розкласти функцію {\displaystyle (1+x)e^{x}} в ряд Тейлора, використаємо відомий ряд Тейлора функції {\displaystyle e^{x}}:
{\displaystyle e^{x}=\sum _{n=0}^{\infty }{\frac {x^{n}}{n!}}=1+x+{\frac {x^{2}}{2!}}+{\frac {x^{3}}{3!}}+{\frac {x^{4}}{4!}}+\cdots .}
Тому
{\displaystyle {\begin{aligned}(1+x)e^{x}&=e^{x}+xe^{x}=\sum _{n=0}^{\infty }{\frac {x^{n}}{n!}}+\sum _{n=0}^{\infty }{\frac {x^{n+1}}{n!}}=1+\sum _{n=1}^{\infty }{\frac {x^{n}}{n!}}+\sum _{n=0}^{\infty }{\frac {x^{n+1}}{n!}}=\\&=1+\sum _{n=1}^{\infty }{\frac {x^{n}}{n!}}+\sum _{n=1}^{\infty }{\frac {x^{n}}{(n-1)!}}=1+\sum _{n=1}^{\infty }\left({\frac {1}{n!}}+{\frac {1}{(n-1)!}}\right)x^{n}=\\&=1+\sum _{n=1}^{\infty }{\frac {n+1}{n!}}x^{n}=\\&=\sum _{n=0}^{\infty }{\frac {n+1}{n!}}x^{n}.\end{aligned}}}
Другий приклад:
Нехай задано функцію
{\displaystyle f(x)=\ln(\cos x),\quad x\in \left(-{\frac {\pi }{2}},{\frac {\pi }{2}}\right).}
Знайдемо її формулу Тейлора з точністю до {\displaystyle x^{7}} включно.
Перепишемо задану функцію наступним чином:
{\displaystyle f(x)=\ln {\bigl (}1+(\cos x-1){\bigr )}.\!}
Формули Тейлора натурального логарифма з точністю до {\displaystyle x^{3}}:
{\displaystyle \ln(1+x)=x-{\frac {x^{2}}{2}}+{\frac {x^{3}}{3}}+{o}\left(x^{3}\right)\!}
і косинуса з точністю до {\displaystyle x^{7}}:
{\displaystyle \cos x-1=-{\frac {x^{2}}{2}}+{\frac {x^{4}}{24}}-{\frac {x^{6}}{720}}+{o}\left(x^{7}\right)\!}.
Підставимо другу формулу в першу:
{\displaystyle {\begin{aligned}f(x)&=\ln {\bigl (}1+(\cos x-1){\bigr )}=\\&=(\cos x-1)-{\tfrac {1}{2}}(\cos x-1)^{2}+{\tfrac {1}{3}}(\cos x-1)^{3}+{o}\left((\cos x-1)^{3}\right)=\\&=\left(-{\frac {x^{2}}{2}}+{\frac {x^{4}}{24}}-{\frac {x^{6}}{720}}+{o}\left(x^{7}\right)\right)-{\frac {1}{2}}\left(-{\frac {x^{2}}{2}}+{\frac {x^{4}}{24}}+{o}\left(x^{5}\right)\right)^{2}+{\frac {1}{3}}\left(-{\frac {x^{2}}{2}}+{o}\left(x^{3}\right)\right)^{3}+{o}\left(x^{7}\right)=\\&=-{\frac {x^{2}}{2}}+{\frac {x^{4}}{24}}-{\frac {x^{6}}{720}}-{\frac {x^{4}}{8}}+{\frac {x^{6}}{48}}-{\frac {x^{6}}{24}}+{o}\left(x^{7}\right)=\\&=-{\frac {x^{2}}{2}}-{\frac {x^{4}}{12}}-{\frac {x^{6}}{45}}+{o}\left(x^{7}\right).\end{aligned}}\!}
Оскільки косинус є парною функцією, то коефіцієнти для всіх непарних степенів x, x3, x5, x7, ... мають дорівнювати нулю.
Третій приклад:
Нехай задано функцію
{\displaystyle g(x)={\frac {e^{x}}{\cos x}}.\!}
Знайдемо її ряд Тейлора в точці 0. Для експоненти маємо такий ряд Тейлора:
{\displaystyle e^{x}=\sum _{n=0}^{\infty }{\frac {x^{n}}{n!}}=1+x+{\frac {x^{2}}{2!}}+{\frac {x^{3}}{3!}}+{\frac {x^{4}}{4!}}+\cdots ,\!}
а для косинуса такий:
{\displaystyle \cos x=1-{\frac {x^{2}}{2!}}+{\frac {x^{4}}{4!}}-\cdots .\!}
В загальному степеневий розклад має такий вигляд:
{\displaystyle {\frac {e^{x}}{\cos x}}=c_{0}+c_{1}x+c_{2}x^{2}+c_{3}x^{3}+\cdots \!}
Тоді множення {\displaystyle g(x)} на її знаменник і підстановка ряду Маклорена косинуса дає наступне:
{\displaystyle {\begin{aligned}e^{x}&=\left(c_{0}+c_{1}x+c_{2}x^{2}+c_{3}x^{3}+\cdots \right)\cos x=\\&=\left(c_{0}+c_{1}x+c_{2}x^{2}+c_{3}x^{3}+c_{4}x^{4}+\cdots \right)\left(1-{\frac {x^{2}}{2!}}+{\frac {x^{4}}{4!}}-\cdots \right)=\\&=c_{0}-{\frac {c_{0}}{2}}x^{2}+{\frac {c_{0}}{4!}}x^{4}+c_{1}x-{\frac {c_{1}}{2}}x^{3}+{\frac {c_{1}}{4!}}x^{5}+c_{2}x^{2}-{\frac {c_{2}}{2}}x^{4}+{\frac {c_{2}}{4!}}x^{6}+c_{3}x^{3}-{\frac {c_{3}}{2}}x^{5}+{\frac {c_{3}}{4!}}x^{7}+c_{4}x^{4}+\cdots \end{aligned}}\!}
Групування доданків до четвертого степеня дає
{\displaystyle e^{x}=c_{0}+c_{1}x+\left(c_{2}-{\frac {c_{0}}{2}}\right)x^{2}+\left(c_{3}-{\frac {c_{1}}{2}}\right)x^{3}+\left(c_{4}-{\frac {c_{2}}{2}}+{\frac {c_{0}}{4!}}\right)x^{4}+\cdots \!}
Значення {\displaystyle c_{i}} можна знайти шляхом порівняння коефіцієнтів правої частини з відповідними коефіцієнатими розкладу експоненти, що дає:
{\displaystyle {\frac {e^{x}}{\cos x}}=1+x+x^{2}+{\frac {2x^{3}}{3}}+{\frac {x^{4}}{2}}+\cdots .\!}

## Наближення і збіжність

Синусоїда (синій) добре апроксимується її многочленом Тейлора степеня 7 (рожевий) на всьому періоді з центром у початку координат.

Многочлени Тейлора для забезпечують точні наближення тільки в діапазоні. При многочлени Тейлора більш високого степеня задають погані наближення.

Наближення Тейлора для (чорний). При наближення розбігається.

Зображений справа графік є наближенням {\displaystyle \sin x} в околі точки {\displaystyle x=0}. Рожева крива задається наступним многочленом сьомого степеня:
{\displaystyle \sin \left(x\right)\approx x-{\frac {x^{3}}{3!}}+{\frac {x^{5}}{5!}}-{\frac {x^{7}}{7!}}.\!}
Похибка в цьому наближенні не перевищує {\displaystyle {\frac {|x|^{9}}{9!}}}. Для повного періоду з центром в точці {\displaystyle 0} ({\displaystyle -\pi <x<\pi }), похибка менша за 0.08215. Зокрема, при {\displaystyle -1<x<1}, похибка менша ніж 0.000003.
На противагу цьому показано графік функції натурального логарифма {\displaystyle \log(1+x)} і деякі з його многочленів Тейлора в околі точки {\displaystyle a=0}. Ці наближення сходяться до функції тільки в області {\displaystyle -1<x<1}; за межами цієї області многочлени Тейлора вищих степенів гірше наближені до функції. Це схоже на феномен Рунге.
Похибка, що виникає при наближенні функції її поліномом Тейлора n-го степеня, називається залишком або залишковим многочленом та позначається через {\displaystyle R_{n}(x)}. Теорема Тейлора може бути використана для отримання оцінки для величини залишку.
Загалом, ряд Тейлора не обов'язково має збігатися у всіх точках. Доведено, що множина функцій зі збіжним рядом Тейлора є множиною міри нуль в просторі Фреше гладких функцій. І навіть якщо ряд Тейлора функції {\displaystyle f} дійсно сходиться, то в загальному випадку його сума не обов'язково дорівнює значенню функції {\displaystyle f(x)}. Наприклад, функція
{\displaystyle f(x)={\begin{cases}e^{-1/x^{2}},&x\neq 0\\0,&x=0\end{cases}}}
нескінченно диференційована в точці {\displaystyle x=0}, і має всі похідні рівні нулю. Отже, ряд Тейлора {\displaystyle f(x)} при {\displaystyle x=0} тотожно дорівнює нулю. Проте, {\displaystyle f(x)} не нульова функція, так що її ряд Тейлора не дорівнює значенню функції в околі початку координат. Таким чином, {\displaystyle f(x)} є прикладом неаналітичної гладкої функції.
В аналізі функцій дійсної змінної, цей приклад показує, що існують нескінченно диференційовані {\displaystyle f(x)}, для яких ряди Тейлора не рівні {\displaystyle f(x)}, навіть якщо вони збігаються. На противагу цьому, голоморфні функції, які вивчаються в комплексному аналізі, завжди мають збіжні ряди Тейлора, і навіть ряди Тейлора мероморфних функцій, які можуть мати особливості, ніколи не збігаються до значень, відмінних від значень самої функції. Комплексна функція {\displaystyle e^{-z^{-2}}} не прямує до {\displaystyle 0} при {\displaystyle z}, що прямує до {\displaystyle 0} вздовж уявної осі, тому вона не є неперервною в комплексній площині і її ряд Тейлора є невизначеним в точці {\displaystyle 0}.
У більш загальному сенсі, будь-яка послідовність дійсних або комплексних чисел може бути коефіцієнтами в ряді Тейлора нескінченно диференційованої функції, заданої на дійсній прямій, внаслідок леми Бореля. В результаті радіус збіжності ряду Тейлора може дорівнювати нулю. Є навіть нескінченно диференційовані функції, визначеної на дійсній прямій, ряд Тейлора якої має радіус збіжності, рівний {\displaystyle 0}.
Функцію не можна розкласти в ряд Тейлора в особливій точці; в цих випадках часто використовуються ряди з від'ємними степенями змінної {\displaystyle x}; див. ряд Лорана. Наприклад, {\displaystyle f(x)=e^{-x^{-2}}} можна розкласти в ряд Лорана.

### Узагальнення
Існує узагальнення ряду Тейлора, що дозволяє збігатися до значення самої функції для будь-якої обмеженої неперервної функції на {\displaystyle (0,\infty )}, використовуючи скінченні різниці. Має місце наступна теорема, яку довів Еінар Хілл, що для будь-якого {\displaystyle t>0},
{\displaystyle \lim _{h\to 0^{+}}\sum _{n=0}^{\infty }{\frac {t^{n}}{n!}}{\frac {\Delta _{h}^{n}f(a)}{h^{n}}}=f(a+t).}
Тут {\displaystyle \Delta _{h}^{n}} — {\displaystyle n}-та скінченна різниця з кроком розміру {\displaystyle h}. Ряд — це саме ряд Тейлора, за винятком того, що скінченні різниці стоять замість похідних: ряд формально аналогічний ряду Ньютона. Коли функція {\displaystyle f} є аналітичною в точці {\displaystyle a}, то члени цього ряду збігаються до членів ряду Тейлора, і в цьому сенсі наведений вище ряд узагальнює звичайний ряд Тейлора.
Загалом, для будь-якої нескінченної послідовності {\displaystyle a_{i}} має місце наступна рівність:
{\displaystyle \sum _{n=0}^{\infty }{\frac {u^{n}}{n!}}\Delta ^{n}a_{i}=e^{-u}\sum _{j=0}^{\infty }{\frac {u^{j}}{j!}}a_{i+j}.}
Зокрема,
{\displaystyle f(a+t)=\lim _{h\to 0^{+}}e^{-t/h}\sum _{j=0}^{\infty }f(a+jh){\frac {(t/h)^{j}}{j!}}.}
Ряд справа є математичним сподіванням {\displaystyle f(a+X)}, де {\displaystyle X} являє собою випадкову величину розподілу Пуассона, яка приймає значення {\displaystyle jh} з ймовірністю {\displaystyle e^{-t/h}{\frac {(t/h)^{j}}{j!}}}. Отже,
{\displaystyle f(a+t)=\lim _{h\to 0^{+}}\int \limits _{-\infty }^{\infty }f(a+x)dP_{t/h,h}(x).}
Закон великих чисел виконується, якщо виконується наведена вище тотожність.

## Ряд Тейлора для функцій багатьох аргументів
Ряд Тейлора також можна узагальнити для функцій більш ніж однієї змінної
{\displaystyle {\begin{aligned}T(x_{1},\ldots ,x_{d})&=\sum _{n_{1}=0}^{\infty }\cdots \sum _{n_{d}=0}^{\infty }{\frac {(x_{1}-a_{1})^{n_{1}}\cdots (x_{d}-a_{d})^{n_{d}}}{n_{1}!\cdots n_{d}!}}\,\left({\frac {\partial ^{n_{1}+\cdots +n_{d}}f}{\partial x_{1}^{n_{1}}\cdots \partial x_{d}^{n_{d}}}}\right)(a_{1},\ldots ,a_{d})\\&=f(a_{1},\ldots ,a_{d})+\sum _{j=1}^{d}{\frac {\partial f(a_{1},\ldots ,a_{d})}{\partial x_{j}}}(x_{j}-a_{j})+{\frac {1}{2!}}\sum _{j=1}^{d}\sum _{k=1}^{d}{\frac {\partial ^{2}f(a_{1},\ldots ,a_{d})}{\partial x_{j}\partial x_{k}}}(x_{j}-a_{j})(x_{k}-a_{k})\\&\qquad \qquad +{\frac {1}{3!}}\sum _{j=1}^{d}\sum _{k=1}^{d}\sum _{l=1}^{d}{\frac {\partial ^{3}f(a_{1},\ldots ,a_{d})}{\partial x_{j}\partial x_{k}\partial x_{l}}}(x_{j}-a_{j})(x_{k}-a_{k})(x_{l}-a_{l})+\cdots \end{aligned}}}
Наприклад, для функції {\displaystyle f(x,y)}, яка залежить від двох змінних, x і y, ряд Тейлора в точці (a, b) має вигляд
{\displaystyle f(a,b)+(x-a)f_{x}(a,b)+(y-b)f_{y}(a,b)+{\frac {1}{2!}}{\Big (}(x-a)^{2}f_{xx}(a,b)+2(x-a)(y-b)f_{xy}(a,b)+(y-b)^{2}f_{yy}(a,b){\Big )}+\cdots ,\!}
де нижні індекси позначають відповідні часткові похідні.
Розклад скалярної функції з більш ніж однією змінною в ряд Тейлора компактно можна записати як
{\displaystyle T(\mathbf {x} )=f(\mathbf {a} )+(\mathbf {x} -\mathbf {a} )^{\mathsf {T}}Df(\mathbf {a} )+{\frac {1}{2!}}(\mathbf {x} -\mathbf {a} )^{\mathsf {T}}D^{2}f(\mathbf {a} )(\mathbf {x} -\mathbf {a} )+\cdots ,}
де D f (a) —це градієнт функції f, обчислений в точці x = a, а D2 f (a) — це матриця Гесе.
Застосовуючи мультиіндекс позначення, ряд Тейлора кількох змінних можна позначити так:
{\displaystyle T(\mathbf {x} )=\sum _{|\alpha |\geq 0}{\frac {(\mathbf {x} -\mathbf {a} )^{\alpha }}{\alpha !}}\left({\mathrm {\partial } ^{\alpha }}f\right)(\mathbf {a} ),}
який слід розуміти як скорочену багатоіндексну версію першої формули цього розділу з повною аналогією до випадку однієї змінної.

### Приклад

Апроксимація частковою сумою ряду Тейлора до многочленів другого степеня (помаранчевий) функції f (x,y) = e sup x /sup ln (1 + y) (синій) в початку координат.

Щоб обчислити розклад в ряд Тейлора функції {\displaystyle f(x,y)=e^{x}\ln(1+y)} в точці (a, b) = (0, 0) до одночленів другого степеня, спочатку знайдемо всі необхідні часткові похідні:
{\displaystyle {\begin{aligned}f_{x}&=e^{x}\ln(1+y)\\[6pt]f_{y}&={\frac {e^{x}}{1+y}}\\[6pt]f_{xx}&=e^{x}\ln(1+y)\\[6pt]f_{yy}&=-{\frac {e^{x}}{(1+y)^{2}}}\\[6pt]f_{xy}&=f_{yx}={\frac {e^{x}}{1+y}}.\end{aligned}}}
Обчислення цих похідних у початку координат дає коефіцієнти в ряді Тейлора:
{\displaystyle {\begin{aligned}f_{x}(0,0)&=0\\f_{y}(0,0)&=1\\f_{xx}(0,0)&=0\\f_{yy}(0,0)&=-1\\f_{xy}(0,0)&=f_{yx}(0,0)=1.\end{aligned}}}
Підставивши ці значення в загальну формулу
{\displaystyle {\begin{aligned}T(x,y)=&f(a,b)+(x-a)f_{x}(a,b)+(y-b)f_{y}(a,b)\\&{}+{\frac {1}{2!}}\left((x-a)^{2}f_{xx}(a,b)+2(x-a)(y-b)f_{xy}(a,b)+(y-b)^{2}f_{yy}(a,b)\right)+\cdots ,\end{aligned}}}
отримаємо
{\displaystyle {\begin{aligned}T(x,y)&=0+0(x-0)+1(y-0)+{\frac {1}{2}}{\Big (}0(x-0)^{2}+2(x-0)(y-0)+(-1)(y-0)^{2}{\Big )}+\cdots =\\&=y+xy-{\frac {y^{2}}{2}}+\cdots \end{aligned}}}
Оскільки ln(1 + y) є аналітичною в {\displaystyle |y|<1}, то маємо
{\displaystyle e^{x}\ln(1+y)=y+xy-{\frac {y^{2}}{2}}+\cdots ,\qquad |y|<1.}

## Порівняння з рядом Фур'є
Тригонометричний ряд Фур'є дозволяє виразити періодичну функцію або функцію, визначену на відрізку {\displaystyle [a,b]}, як нескінченну суму тригонометричних функцій (синусів і косинусів). У цьому сенсі ряд Фур'є схожий на ряд Тейлора, оскільки останній дозволяє виразити функцію як нескінченну суму степенів. Тим не менш, ці два ряди відрізняються один від одного кількома важливими моментами:
- Значення в точці x = a усіх часткових сум ряду Тейлора f (x) точно дорівнюють значенню f від a. Однак, ряд Фур'є обчислюється шляхом інтегрування по всьому інтервалу, тому, як правило, для нього немає такої точки, де всі часткові суми ряду є точними.
- Обчислення ряду Тейлора вимагає знання функції на деякому околі точки, тоді як обчислення ряду Фур'є вимагає знання функції на всьому інтервалі, на якому визначена функція. У певному сенсі можна сказати, що ряд Тейлора є «локальним», а ряд Фур'є — «глобальним».
- Ряд Тейлора визначається для функції, яка має нескінченно багато похідних в одній точці, тоді як ряд Фур'є визначається для будь-якої інтегровної функції. Зокрема, функція може бути ніде диференційованою. Наприклад, функція Веєрштрасса.
- Збіжність обох рядів має різні властивості. Навіть якщо ряд Тейлора має додатній радіус збіжності, то отриманий ряд може не збігатися з функцією; але якщо функція є аналітичною, то ряд збігається поточково до функції та рівномірно на кожній компактній підмножині інтервалу збіжності. Щодо ряду Фур'є, якщо функція квадратично інтегровна, то ряд збігається в середньому квадратичному, але необхідні додаткові вимоги для забезпечення поточкової або рівномірної збіжності. Наприклад, якщо функція є періодичною та неперервно диференційовною, то збіжність є рівномірною.
- На практиці потрібно апроксимувати функцію скінченною кількістю членів, скажімо, поліномом Тейлора або частковою сумою тригонометричного ряду відповідно. У випадку ряду Тейлора помилка дуже мала в околах точки, де вона обчислюється, тоді як вона може бути дуже великою у більш віддаленій точці. У випадку ряду Фур'є похибка розподілена по всій області визначення функції.